# Boundiali (departement)
Boundiali är ett departement i Elfenbenskusten. Det ligger i regionen Bagoué, i den nordvästra delen av landet, 400 km norr om huvudstaden Yamoussoukro. Arean är 8 644 kvadratkilometer.